# Zatoka Hangzhou

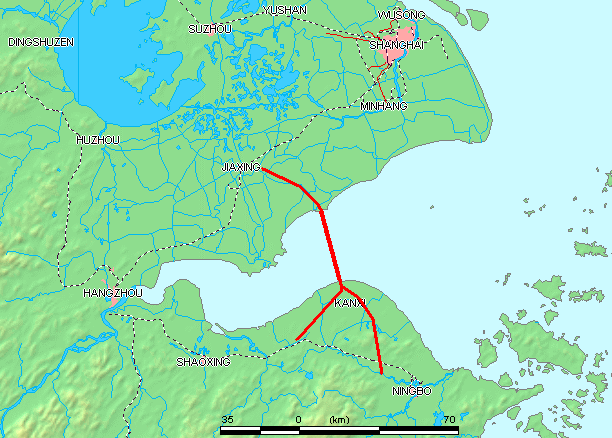
Zatoka i most

Zatoka Hangzhou (chiński: 杭州湾; pinyin: Hángzhōu Wān) – płytka, długa na ponad 100 km część Morza Wschodniochińskiego, stanowiąca estuarium Qiantang Jiang, ciągnąca się pomiędzy portami Szanghaj a Ningbo. Jest to miejsce największych pływów na świecie, dochodzących do 10 m. Zbudowano tutaj 35-kilmetrowy most przez zatokę Hangzhou.